# Grzędy (Wólka Piaseczna)
Grzędy – część wsi Wólka Piaseczna w Polsce położona w województwie podlaskim, w powiecie monieckim, w gminie Goniądz. Osada jest częścią składową sołectwa Wólka Piaseczna.
W latach 1975–1998 miejscowość administracyjnie należała do województwa łomżyńskiego.

## Położenie
Grzędy położone są w Kotlinie Biebrzańskiej na terenie rezerwatu przyrody Czerwone Bagno należącego do Biebrzańskiego Parku Narodowego (dawniej na terenie rezerwatu Grzędy, włączonego w 1981 do Czerwonego Bagna). Występują tu regularne wały wydmowe zwane grzędami i grądami stąd etymologiczna nazwa miejscowości.
W Grzędach znajduje się parking i Ośrodek Edukacyjny Grzędy. Wychodzi stąd czerwony szlak turystyczny, który jest punktem startowym dla kilku ścieżek dydaktycznych:
- ścieżka przyrodnicza „Czerwone Bagno”
- ścieżka przyrodnicza „Borek bartny”
- ścieżka przyrodnicza „Wydmy”[6].

## Historia
Tereny bagien i lasów nie tylko są ostoją zwierząt, ale także udzielały schronienia uczestnikom powstań narodowych i walk partyzanckich. W tych okolicach operował wraz z podlegającym mu oddziałem, legendarny dowódca Powstania Styczniowego (1863 r.), pułkownik Konstanty Ramotowski – „Wawer”.
Położona w obrębie Czerwonego Bagna wieś Grzędy w roku 1943, w ramach odwetu za akty dywersyjne oddziałów AK, którym miejscowa ludność udzielała pomocy i schronienia, została spacyfikowana. Na polecenie szefa białostockiego Gestapo, pod kierunkiem szefa policji w Augustowie i przy pomocy żandarmerii z Woźnejwsi, Rajgrodu i Grajewa, 16 sierpnia dokonano fizycznej likwidacji Grząd. Mieszkańcy wsi w liczbie 36 osób w tym 14 nieletnich i dzieci zostali wymordowani przez Niemców, a wieś spalona. Ofiary zostały pogrzebane na pobliskiej Solistowskiej Górze. Resztę ok. 200 osób umieszczono w obozie w Grajewie skąd wywieziono je na przymusowe roboty do III Rzeszy. W tym samym czasie dokonano również wysiedlenia pobliskich wsi Kopytkowo i Jasionowo.
W dniu 8 września 1944 roku na Czerwonym Bagnie na terenach byłej wsi Grzędy miała miejsce bitwa 9 Pułku Strzelców Konnych Armii Krajowej pod dowództwem rotmistrza Wiktora Konopki, który starł się tutaj z przeważającymi siłami niemieckimi. Poległo około 110 partyzantów, w tym dowódca.